# David Watson Taylor

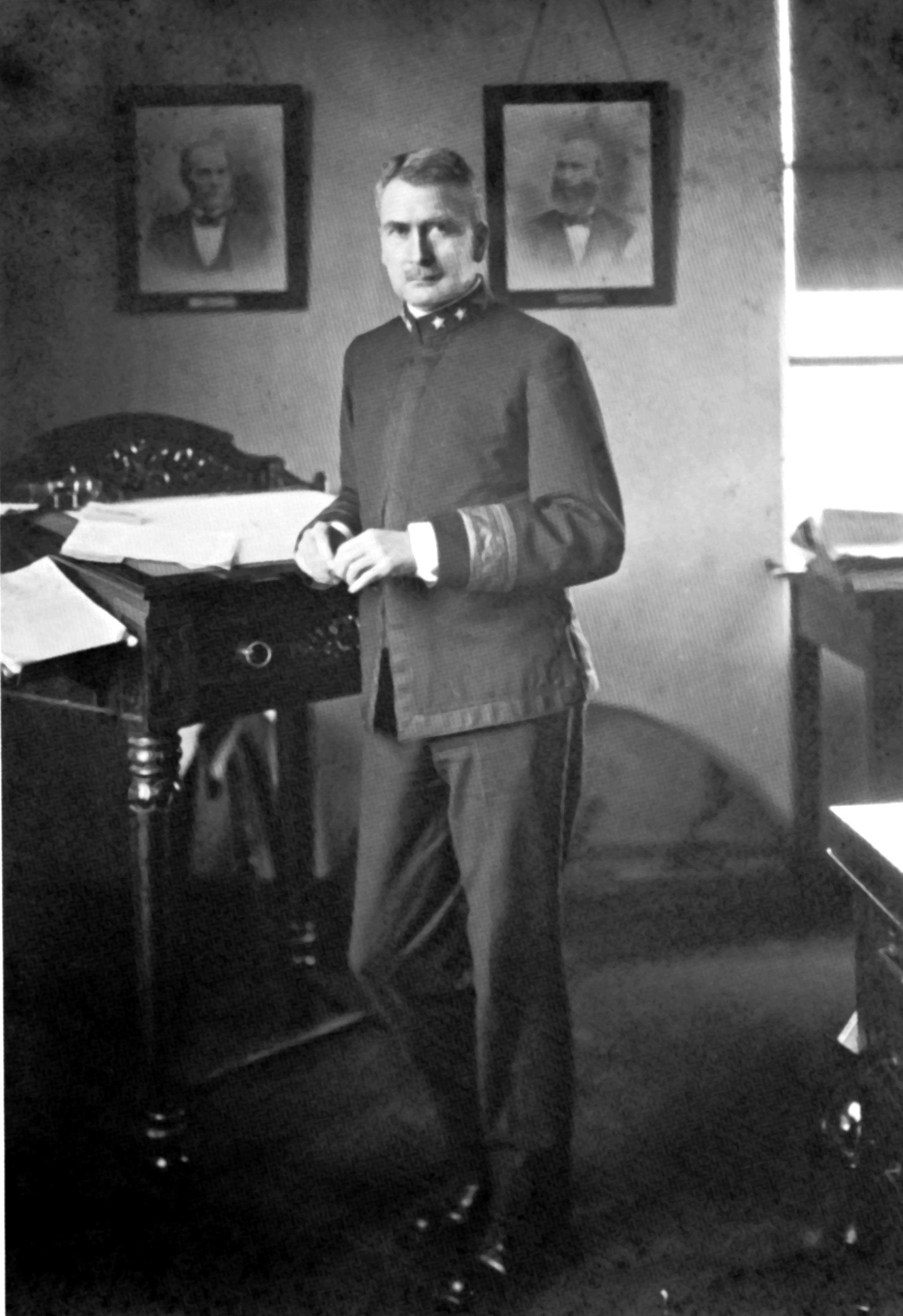
David Watson Taylor (Datum unbekannt)

David Watson Taylor (* 4. März 1864 in Louisa County; † 29. Juli 1940 in Washington, D.C.) war ein US-amerikanischer Schiffbauingenieur und Konteradmiral, dessen Arbeitsschwerpunkt auf dem Gebiet der Formgebung von Schiffen lag.

## Leben
Taylor wurde 1864 auf dem elterlichen Bauernhof in Louisa County, Virginia geboren. Im Alter von 13 Jahren trat er ins Randolph-Macon-College ein, macht dort 1881 seinen Abschluss und studierte danach an der United States Naval Academy in Annapolis. Dort bestand er 1885 sein Examen als Jahrgangsbester. Nach einer kurzen Ausbildung auf See vervollständigte Taylor seine akademische Ausbildung dann am Royal Naval College in Greenwich. Er erreichte dort 1888 den höchsten jemals von einem ausländischen Absolventen gemachten Grad.
Nach seiner Rückkehr in die Vereinigten Staaten begann Taylor zunächst als Assistent der Marinebauaufsicht der US-Navy und gab 1893 sein erstes Buch, Resistance of Ships and Screw Propulsion, heraus, welches rasch zum Standardwerk wurde. Im Jahr darauf wechselte er zum Navy-Department in Washington, wo er als Assistent des Chefkonstrukteurs im Reparatur- und Baubüro der US-Marine diente. Taylor hatte früh den Wert der Schleppversuche von William Froude erkannt und entwarf in Washington den ersten US-amerikanischen Versuchstank nach Froude'schem Vorbild. Um den Einfluss der Formparameter besser erforschen zu können, führte Taylor nach 15 Jahren der Forschung bei Schleppversuchen mit Modellen des britischen Panzerkreuzer Leviathan im Jahr 1902 mathematische Ausdrücke von vereinfachten Schiffsformen ein. Aus dieser Versuchsreihe entwickelten sich die später weltweit als Taylor-Standard-Series angewandten systematischen Widerstandsversuche. 1910 gab Taylor mit The Speed and Power of Ships, a Manual of Marine Propulsion erneut ein weltweit anerkanntes Werk heraus und 1911 untersuchte er auf Bitte der britischen Regierung die Kollision zwischen der Hawke und der Olympic.
Neben den Schleppversuchstanks führte Taylor auch Propellerversuchstanks ein, die anderen Versuchsanstalten als Vorbild für vergleichbare eigene Anlagen dienten. 1914 wurde Taylor in den Rang des Konteradmiral erhoben und 1923 schied er aus der US-Navy aus. Bis dahin waren rund tausend Schiffe unter seiner Mitarbeit gebaut worden. Nach dem Ausscheiden aus der Marine arbeitete Taylor vor allem als Berater für das United States Shipping Board, das National Advisory Committee for Aeronautics und das New Yorker Schiffsingenieurbüro Gibbs Brothers.
Taylor hielt während seines Lebens zahlreiche Vorträge und veröffentlichte eine Reihe wissenschaftlicher Schriften. Er erhielt 1895 die Goldmedaille der Londoner Institution of Naval Architects für seinen dortigen Vortrag über Strömungsformen und 1901 eine vergleichbare Ehrung der US-amerikanischen Society of Naval Architects and Marine Engineers für einen Vortrag über den Massenausgleich von Schiffsmaschinen. 1918 wurde er in die National Academy of Sciences gewählt. 1936 stiftete die Society of Naval Architects and Marine Engineers ihm zu Ehren eine Goldmedaille, die im ersten Jahr Taylor selber verliehen wurde. Im Jahr darauf benannte man die neugegründete Schiffbauversuchsanstalt in Carderock nach Taylor. Weitere Ehrungen wurde Taylor von der George-Washington-Universität und dem Randolph-Macon-College zuteil und die Institution of Naval Architects verlieh ihm das Amt des Ehrenvizepräsidenten.
In seinen letzten Jahren arbeitete Taylor an einer überarbeiteten Ausgabe seines Werks The Speed and Power of Ships. Er verstarb am 29. Juli 1940 in Washington D.C.

## Schriften (Auswahl)
- Solid Stream Forms and the Depth of Water neccessary for Avoid Abnormal Resistance of Ships, Transitions of the Institution of Naval Architects, 36. Band, London, 1895
- The theoretical and practical Methodes of Balancing Marine Engines, Transitions of the Society of Naval Architects and Marine Engineers, 9. Band, New York, 1901
- Wave Propeller Coefficients, Transitions of the Institution of Naval Architects, 67. Band, London, 1925